# Корвет K-225 (фільм)
«Корвет K-225» (англ. «Corvette K-225») — американський фільм 1943 року. У головних ролях — Рендольф Скотт, Джеймс Браун та Елла Рейнс.

## Сюжет
1943 року бойовий корабель був торпедований німцями. Ті, хто врятувалися, залишаються на березі. Серед них і капітан МакЛейн. Він чекає на спуск нового Корвету K-225. Глядач бачить увесь процес його будівництва. До того ж МакЛейн товаришує із сестрою одного із своїх загиблих офіцерів — Джойс Картрайт. Ще один її брат тільки но закінчив морську академію і теж чекає на корабель.

## У ролях
- Рендольф Скотт — МакЛейн
- Джеймс Браун — Пол Картрайт
- Елла Рейнс — Джойс Картрайт
- Баррі Фіцджеральд — Стукі О'Міра
- Енді Дівайн — Волш
- Фаззі Найт — Крікет
- Ной Бірі-молодший — Стоун
- Річард Лейн — Віце-адмірал
- Мюррей Елпер — Джонс